# Сибирская косуля

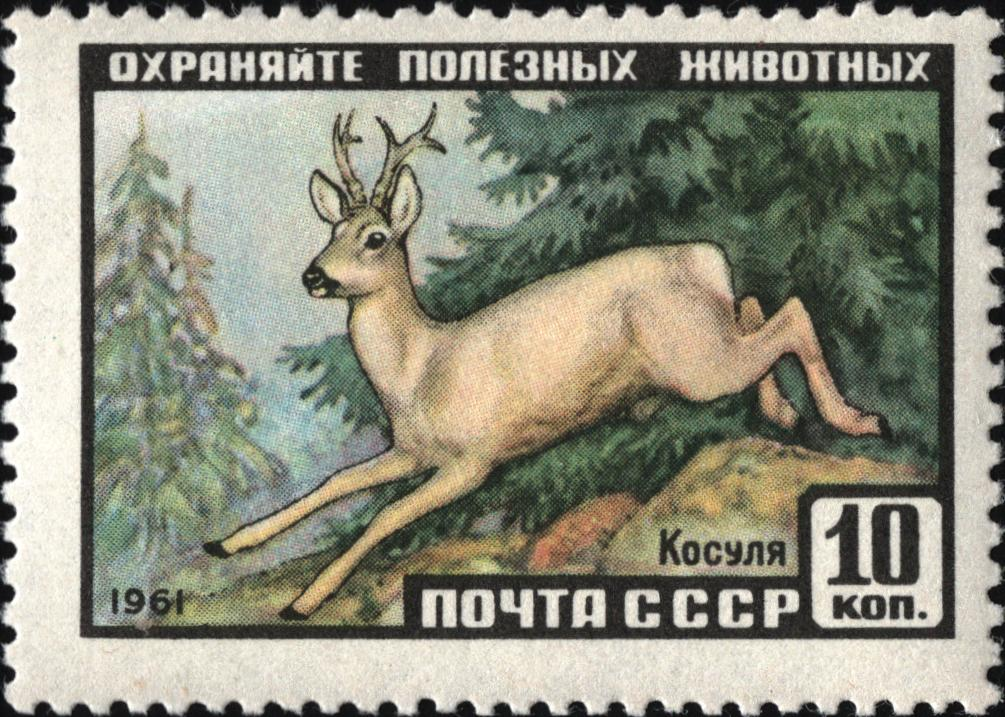
Марка СССР 1961 года

Сиби́рская косу́ля (лат. Capreólus pygárgus) — парнокопытное животное семейства оленевых, родственное европейской косуле.

## Описание
Сибирская косуля отличается от европейской косули в первую очередь заметно большими размерами тела (длина тела 126—144 см, высота в холке — 82—94 см, масса тела 32—48 кг) и рогов (27—33 см длиной). В летнем меху окраска головы у сибирской косули не серая, а рыжая, однотонная со спиной и боками. Волосы над метатарзальными железами не выделяются из общей окраски. Основания волос светлые или чисто-белые, эпидермальный слой кожи буровато-серый, пигментированный. У новорождённых косулят пятна на спине расположены в 4, а не 3, ряда. Череп сравнительно узкий в глазной области, с удлинённой лицевой частью. Слуховые пузыри на черепе крупные и заметно выступают из барабанной ямки. Рога расставлены шире, сильно бугристые, иногда с короткими дополнительными отростками. В хромосомном наборе присутствуют добавочные В-хромосомы; кариотип: 70 + 1—14.

## Распространение
Ареал сибирской косули проходит восточнее ареала европейской косули, охватывая Заволжье, Урал, Сибирь до юга Дальнего Востока России и Якутии включительно, Среднюю Азию, запад Китая, север и северо-запад Монголии. В 1950-х годах сибирская косуля массово освоила Центральную Якутию, образовав здесь обширный район нового обитания площадью около 100 тыс. кв. км. Интересно, что параллельно этому процессу в первой половине XX века благородный олень заселил Южную, а во второй — также и Центральную Якутию. 
Косули дальневосточных популяций некоторыми учёными рассматриваются как отдельный подвид или даже вид.

## Охрана
На территории Томской области вид занесён в региональную Красную Книгу. С 2012 года две субпопуляции косули сибирской (Бузимо-кантатско-кемская, Улуйско-боготольско-ачинская) занесены в Красную книгу Красноярского края с присвоением статуса неуклонно сокращающиеся в численности группировки.

## ДНК
Митохондриальная гаплогруппа C, распространенная по всей Евразии, существовала в Северо-Восточном Китае, по крайней мере, с позднего плейстоцена, тогда как митохондриальные гаплогруппы A и D, обнаруженные на востоке озера Байкал, появились в Северо-Восточном Китае после середины голоцена. Оценка байесовским методом предполагает, что первое расщепление сибирской косули произошло примерно 0,34 мн л. н. Более того, байесовский анализ показал, что популяция сибирской косули увеличилась между 325 и 225 тыс. л. н. и претерпела временное сокращение между 50 и 18 тыс. лет назад.